# Craig David

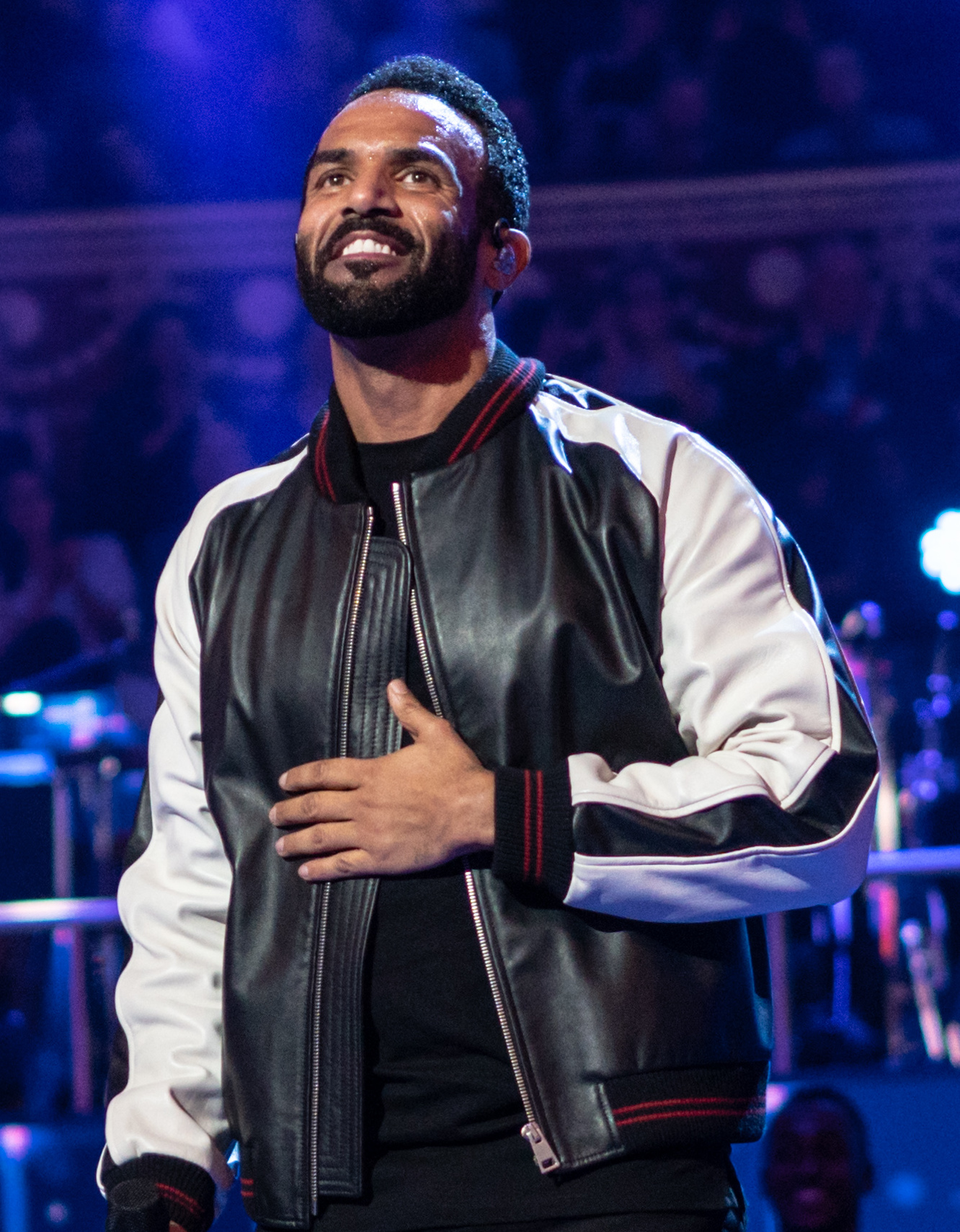
Craig David (2018)

Craig Ashley David MBE (* 5. Mai 1981 in Southampton) ist ein britischer Sänger und Songwriter.

## Leben
Craig David ist der Sohn eines aus Grenada stammenden Vaters und einer jüdisch-englischen Mutter. Mit knapp 14 Millionen Tonträgerverkäufen ist er einer der erfolgreichsten britischen Musiker der 2000er und 2010er Jahre.

## Musikkarriere

### Die Anfänge
Als Musiker hatte Craig David seinen ersten Erfolg, als er 1997 bei einem Songwriter-Wettbewerb der Boyband Damage teilnahm und mit seinem Beitrag I’m Ready gewann. Das Lied wurde als B-Seite der Single Wonderful Tonight veröffentlicht, die ihr größter nationaler Hit und der einzige internationale Erfolg der Band wurde. Kurze Zeit später nahm Craig David mit einer R'n'B-Version des Human-League-Klassikers Human erstmals selbst ein Stück auf, das jedoch nie veröffentlicht wurde.
Bevor Craig David den Durchbruch schaffte, war er bereits Moderator bei einem lokalen Radiosender und legte als DJ in verschiedenen Clubs auf. Dadurch hatte er auch schon erste Beziehung zum Musikgeschäft geknüpft. Unter anderem hatte er Mark Hill von Artful Dodger kennengelernt und das DJ-Duo griff mehrfach auf ihn als Sänger zurück. 1999 veröffentlichten sie die Single Re-Rewind (The Crowd Say Bo Selecta), die ein internationaler Hit und eine Hymne der UK-Garage-Musik wurde. In den britischen Charts erreichte sie Platz 2. Es war nicht nur für Artful Dodger der erste große Hit, es brachte auch David einen Plattenvertrag mit Warner Music und wenig später die erste Solosingle mit Unterstützung von Mark Hill.

### Der Durchbruch
Im Frühjahr 2000 erschien Fill Me In und stieg auf Anhieb auf Platz 1 der UK-Charts ein. Mit damals 19 Jahren war David der jüngste männliche Solomusiker, dem ein Nummer-eins-Hit in England gelang. Auch international war das Lied erfolgreich und erreichte unter anderem Platz 15 in den US-Singlecharts. Daraufhin arbeitete er an seinem Debütalbum. Vorab erschien seine zweite Single 7 Days, die erneut Platz 1 in seiner Heimat und in den USA sogar die Top 10 erreichte. Damit wurde er zum international erfolgreichsten Vertreter des UK-Garage-Sounds. Im August erschien das Debütalbum Born to Do It und knüpfte an den Erfolg an. In Großbritannien stand es zwei Wochen auf Platz 1 und wurde für die Verkäufe mit 6-fach-Platin ausgezeichnet. Weltweit erreichte es Top-10-Platzierungen und Platinauszeichnungen für insgesamt über 7 Millionen verkaufter Exemplare. Zwei weitere Singleauskopplungen erreichten Top-10-Platzierungen. Bei den MOBO Awards erhielt David danach vier Auszeichnungen, unter anderem den Hauptpreis für den besten britischen Musiker, und bei den BRIT Awards war er sechsmal nominiert, konnte dann allerdings keinen der nationalen Musikpreise gewinnen. Auch bei den renommierten Ivor Novello Awards erhielt er mehrere Auszeichnungen für sein Songwriting.
2002 erschien sein zweites Album Slicker Than Your Average. Den ganz großen Erfolg des Debüts konnte er damit zwar nicht wiederholen, trotzdem war auch dieses Album international gefragt und erreichte unter anderem in Deutschland und den USA Goldstatus. In Großbritannien blieb es mit Platz 4 etwas hinter den Erwartungen, es brachte aber 6 Chartsingles, 4 davon schafften es in die Top 10. Am erfolgreichsten war ein Duett mit Sting. Der Song Rise & Fall erreichte Platz 2 der UK-Charts und war mit Platz 11 in der Schweiz und Platz 15 in Deutschland sein bestplatzierter Hit in diesen Ländern. Mehr als 1,5 Millionen Mal verkaufte sich das Album weltweit.
Generell war aber das Interesse an UK Garage sehr schnell erlahmt und deshalb ließ er sich für sein drittes Album The Story Goes … drei Jahre Zeit. Er konzentrierte sich auf das Songwriting und wandte sich mehr dem erwachsenen Contemporary R&B zu. In den USA bestand daran zwar kein Interesse und das Album wurde dort 2005 gar nicht erst veröffentlicht, in England und Europa kam es aber noch gut an und erreichte gute Chartplatzierungen. Die Songs All the Way und Don’t Love You No More (I’m Sorry) waren Top-5-Hits in Großbritannien.

### Pause und Comeback
In den folgenden Jahren konnte er sich auf dem Musikmarkt behaupten, aber die Erfolge ließen deutlich nach. 2007 nahm er mit dem britischen Rapper Kano den Song This Is the Girl auf und hatte damit als Gastmusiker einen kleineren Hit. Die nächste eigene Single Hot Stuff mit einem Sample des David-Bowie-Hits Let’s Dance erschien im November 2007 als Vorabsingle zum vierten Album und erreichte noch einmal die Top 10, das Album Trust Me kam aber in England über Platz 18 nicht hinaus. Ein Greatest-Hits-Album 2008 und ein Album mit Coverversionen unter dem Titel Signed Sealed Delivered 2010 brachten keine besseren Ergebnisse und nur wenige kleinere Singlehits.
Danach nahm sich Craig David eine längere Auszeit. Er zog sich in sein Haus in Miami zurück und gab dort regelmäßig Partys. Auch wandte er sich anderen Aktivitäten zu, neben ausgiebigen Touren übernahm er wieder eine Show als Radio-DJ bei einem Londoner Sender und wurde Jurymitglied bei der südafrikanischen Ausgabe der Idol-Castingshow. Erst 2015 erschien wieder eine erfolgreiche Single: When the Bassline Drops war sein 12. britischer Top-10-Hit und die dritte Single mit Platinstatus. Dies entfachte auch das Interesse an seinem sechsten Studioalbum Following My Intuition, das Ende September 2016 erschien. 16 Jahre nach seinem Debüt stieg er damit zum zweiten Mal auf Platz 1 der britischen Albumcharts ein. Drei weitere Songs erreichten Top-40-Platzierungen und hohe Verkaufs- bzw. Abrufzahlen. Daraufhin erschien bereits Ende 2017 die Vorabsingle für sein nächstes Album. I Know You war eine Kollaboration mit der Band Bastille. Sie brachte ihm die siebte Top-5-Platzierung und nach 9 Jahren auch wieder Singlechartsplatzierungen in der Schweiz und Deutschland. Bei den NME Awards wurde es als beste Collaboration des Jahres ausgezeichnet. Das Album The Time Is Now erschien im Januar 2018 und erreichte Platz 2 in Großbritannien.

## Diskografie
Studioalben

| Jahr | Titel Musiklabel                                        | Höchstplatzierung, Gesamtwochen, AuszeichnungChartplatzierungen (Jahr, Titel, Musiklabel, Platzierungen, Wochen, Auszeichnungen, Anmerkungen) | Höchstplatzierung, Gesamtwochen, AuszeichnungChartplatzierungen (Jahr, Titel, Musiklabel, Platzierungen, Wochen, Auszeichnungen, Anmerkungen) | Höchstplatzierung, Gesamtwochen, AuszeichnungChartplatzierungen (Jahr, Titel, Musiklabel, Platzierungen, Wochen, Auszeichnungen, Anmerkungen) | Höchstplatzierung, Gesamtwochen, AuszeichnungChartplatzierungen (Jahr, Titel, Musiklabel, Platzierungen, Wochen, Auszeichnungen, Anmerkungen) | Höchstplatzierung, Gesamtwochen, AuszeichnungChartplatzierungen (Jahr, Titel, Musiklabel, Platzierungen, Wochen, Auszeichnungen, Anmerkungen) | Anmerkungen                                                   |
| Jahr | Titel Musiklabel                                        | DE | AT | CH | UK | US | Anmerkungen                                                   |
| ---- | ------------------------------------------------------- | --- | --- | --- | --- | --- | ------------------------------------------------------------- |
| 2000 | Born to Do It Wildstar Records / Sony Music             | DE3 Platin · (38 Wo.)DE | AT8 (21 Wo.)AT | CH6 Platin · (52 Wo.)CH | UK1 ×6Sechsfachplatin · (71 Wo.)UK | US11 Platin · (62 Wo.)US | Erstveröffentlichung: 20. August 2000 Verkäufe: + 7.000.000   |
| 2002 | Slicker than Your Average Wildstar Records / Sony Music | DE16 Gold · (38 Wo.)DE | — | CH6 Gold · (37 Wo.)CH | UK4 ×2Doppelplatin · (43 Wo.)UK | US32 Gold · (14 Wo.)US | Erstveröffentlichung: 19. November 2002 Verkäufe: + 1.647.500 |
| 2005 | The Story Goes… Wildstar Records / Sony Music           | DE13 (7 Wo.)DE | AT46 (3 Wo.)AT | CH3 (12 Wo.)CH | UK5 Platin · (24 Wo.)UK | — | Erstveröffentlichung: 6. September 2005 Verkäufe: + 540.000   |
| 2007 | Trust Me Wildstar Records / Sony Music                  | DE62 (2 Wo.)DE | — | CH16 (9 Wo.)CH | UK18 Gold · (8 Wo.)UK | — | Erstveröffentlichung: 12. November 2007 Verkäufe: + 100.000   |
| 2010 | Signed Sealed Delivered Universal Music                 | — | — | CH93 (1 Wo.)CH | UK13 (3 Wo.)UK | — | Erstveröffentlichung: 29. März 2010                           |
| 2016 | Following My Intuition Insanity Records / Sony Music    | DE85 (1 Wo.)DE | — | CH43 (1 Wo.)CH | UK1 Gold · (24 Wo.)UK | — | Erstveröffentlichung: 30. September 2016 Verkäufe: + 100.000  |
| 2018 | The Time Is Now Insanity Records / Sony Music           | DE97 (1 Wo.)DE | — | CH75 (1 Wo.)CH | UK2 Silber · (5 Wo.)UK | — | Erstveröffentlichung: 26. Januar 2018 Verkäufe: + 60.000      |
| 2022 | 22 TS5 / BMG Rights Management                          | — | — | — | UK7 (1 Wo.)UK | — | Erstveröffentlichung: 30. September 2022                      |

## Auszeichnungen
- Goldene Kamera
  - 2004: Pop International

- Ivor Novello Awards
  - 2001: in der Kategorie „Best Contemporary Song“ (7 Days)
  - 2001: in der Kategorie „Best Dance Single Award“ (Woman Trouble)
  - 2001: in der Kategorie „Songwriter of the Year“ (mit Mark Hill)

- MOBO Awards
  - 2000: in der Kategorie „Best R&B Act“
  - 2000: in der Kategorie „Best UK Newcomer“
  - 2000: in der Kategorie „Best UK Single of the Year“ (Fill Me in)
  - 2001: in der Kategorie „Best UK Act“

- MTV Europe Music Awards
  - 2001: in der Kategorie „Best R&B Act“
  - 2001: in der Kategorie „Best UK & Ireland Act“

- MTV Video Music Awards Japan
  - 2003: in der Kategorie „Best Male Video“ (What’s Your Flava?)